# Davide Casarotto
Davide Casarotto (Vicenza, 19 juli 1971) is een voormalig Italiaanse wielrenner.

## Overwinningen
1996
- GP Liberazione, U23

1997
- 2e etappe Tirreno-Adriatico

2000
- 4e etappe Ronde van Duitsland
- Clasica de Sabiñanigo

2001
- 2e etappe Vuelta Ciclista a Aragón
- Rund um den Flughafen Köln-Bonn
- GP Rennes

2002
- Bayern Rundfahrt

## Resultaten in voornaamste wedstrijden
| Jaar | Ronde van Italië | Ronde van Frankrijk | Ronde van Spanje |
| ---- | ---------------- | ------------------- | ---------------- |
| 1996 | 65e              |                     | opgave           |
| 1997 |                  |                     | 108e             |
| 1998 | buiten tijd      |                     |                  |
| 1999 | opgave           |                     |                  |
| 2001 | 96e              |                     | opgave           |
| 2002 |                  | 149e                |                  |
| 2003 |                  |                     |                  |

| Jaar | Milaan-San Remo | Gent-Wevelgem | Ronde van Vlaanderen | Parijs-Roubaix | Amstel Gold Race | Luik-Bast.‑Luik | Parijs-Tours | Brabantse Pijl | E3 Harelbeke |  | Wereldranglijsten |
| ---- | --------------- | ------------- | -------------------- | -------------- | ---------------- | --------------- | ------------ | -------------- | ------------ |  | ----------------- |
| 1996 | 89e             |               |                      |                |                  |                 |              |                |              |  |                   |
| 1997 | 11e             | 17e           | 5e                   | 5e             | 15e              | 29e             | 12e          |                |              |  | 10e (UWB)         |
| 1998 | 24e             | 101e          |                      | 45e            |                  |                 | 101e         | 6e             |              |  |                   |
| 1999 | 53e             |               | 35e                  |                |                  |                 |              |                |              |  |                   |
| 2001 |                 |               |                      |                | 20e              |                 |              | 8e             | 9e           |  |                   |
| 2002 |                 | 80e           |                      |                |                  |                 |              |                |              |  |                   |
| 2003 |                 |               |                      |                |                  |                 | 68e          |                |              |  |                   |